# St. Josef (Affoltern am Albis)

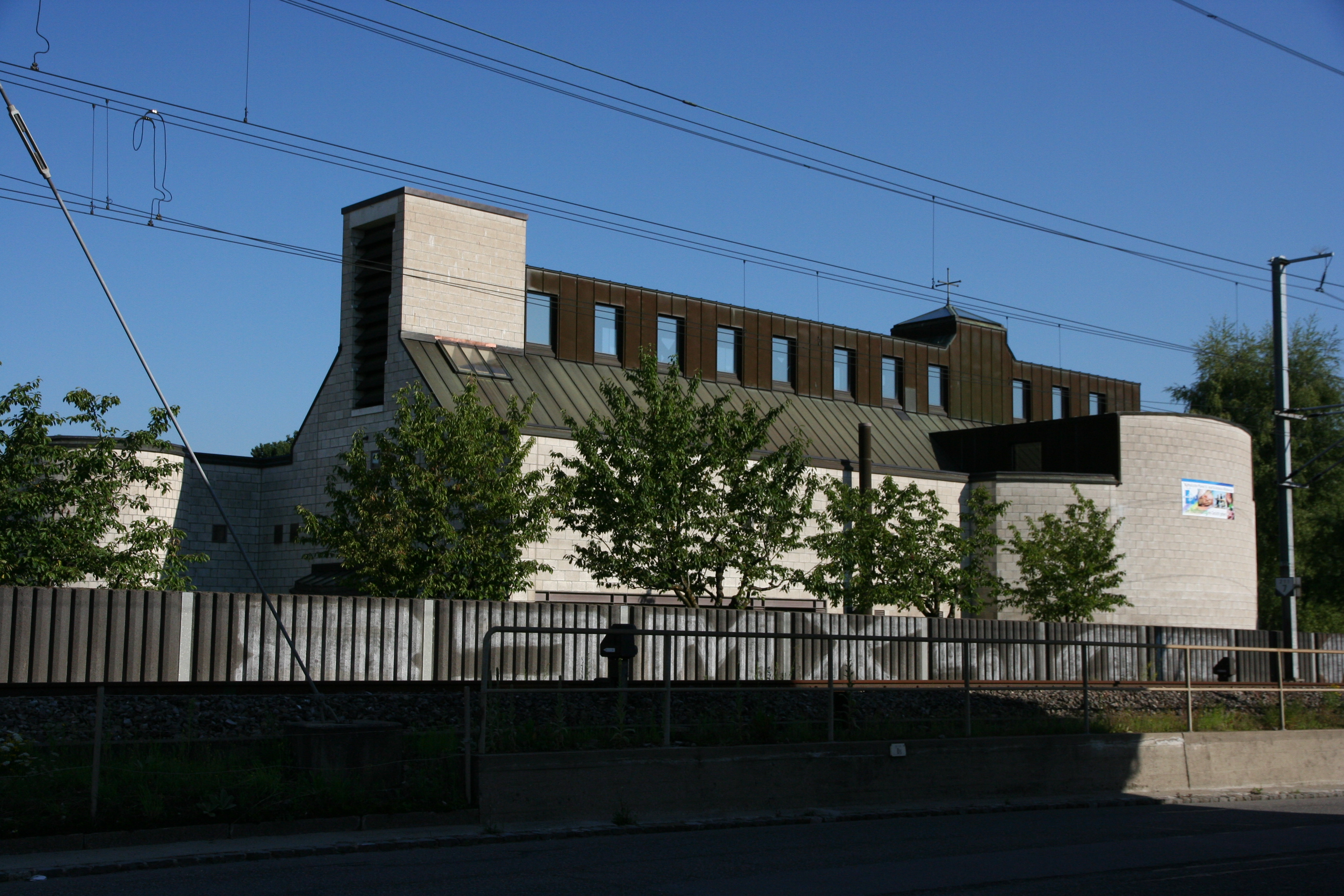
Kirche St. Josef, Ansicht von Süden

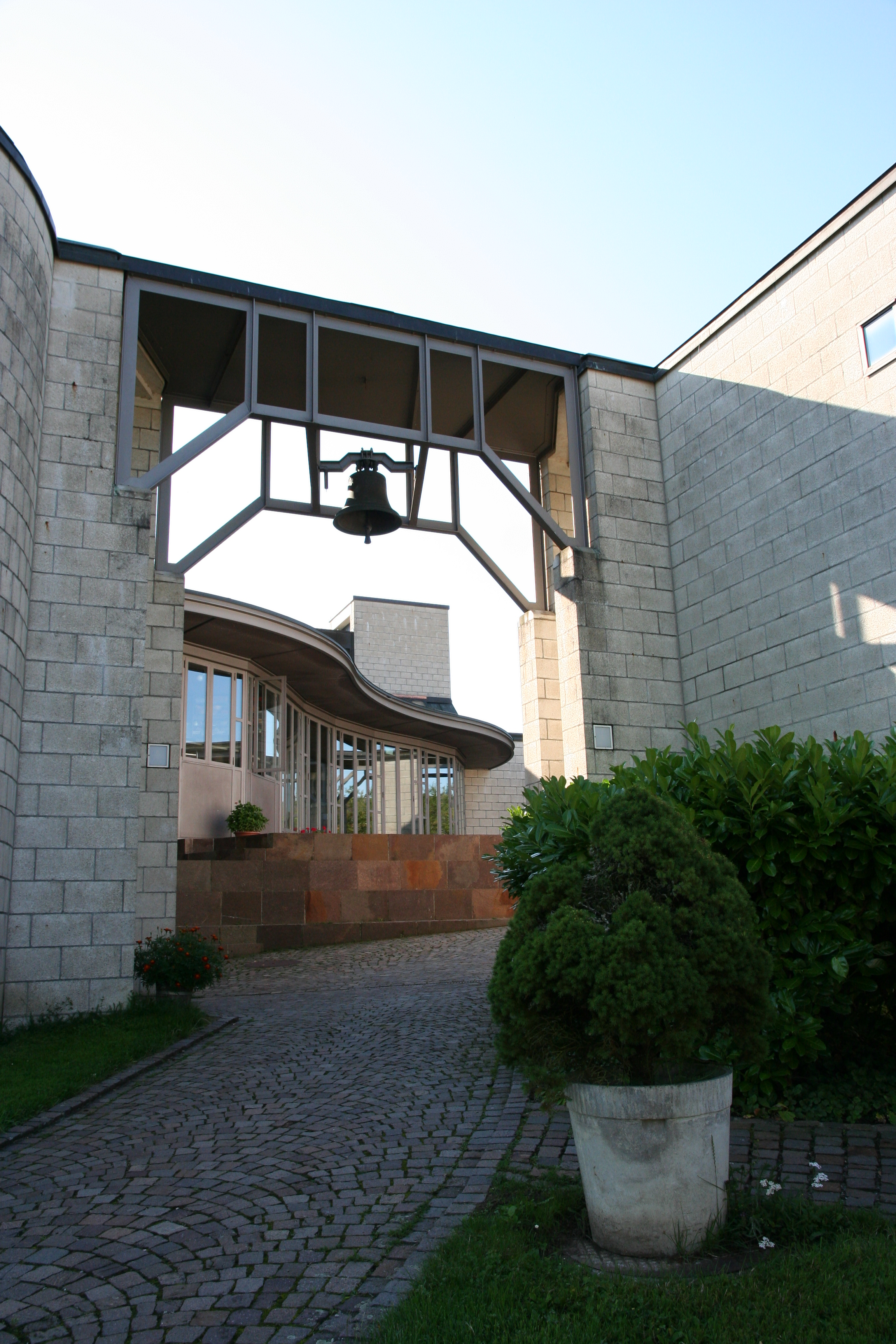
Innenhof mit alter Glocke

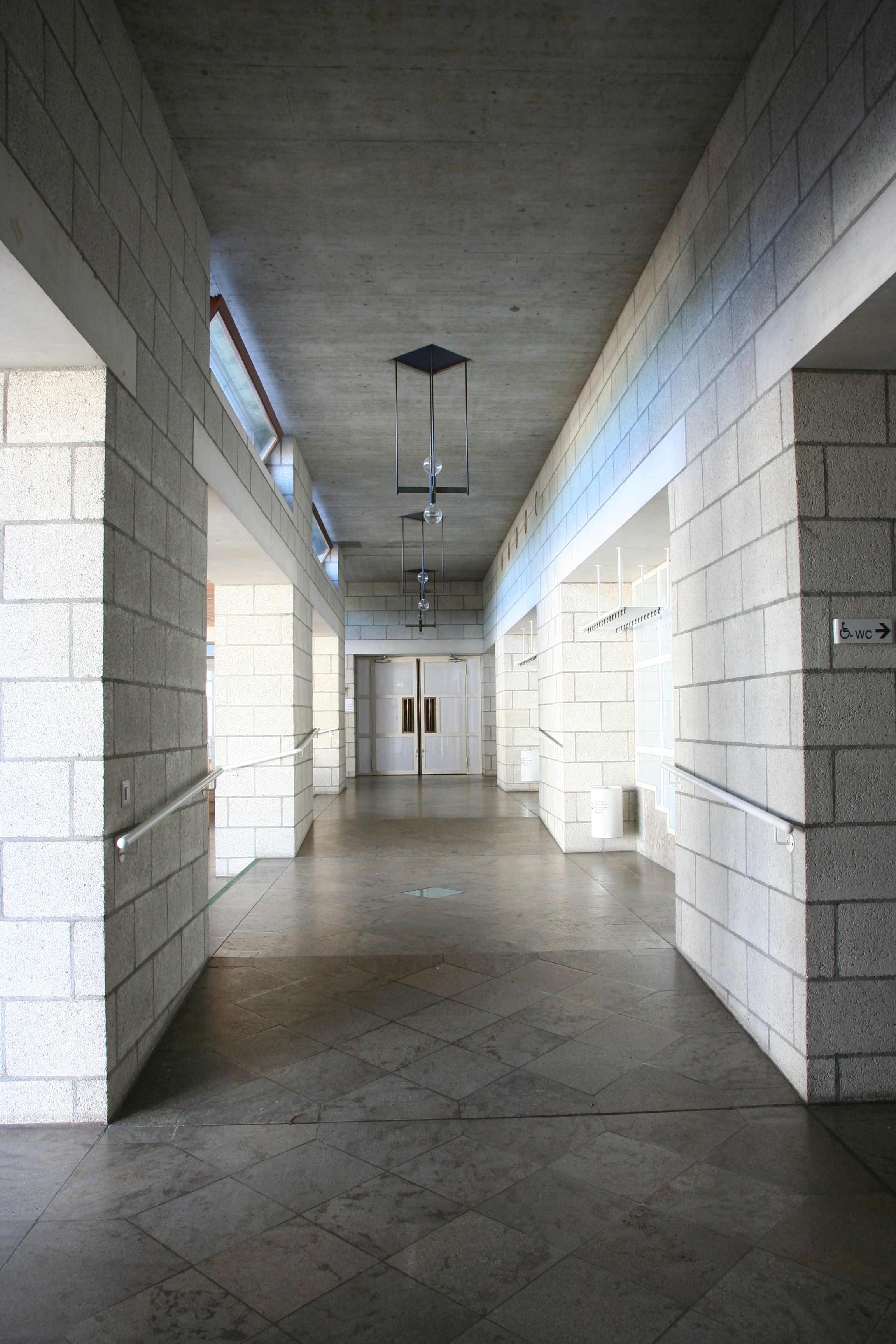
Zugang zur Kirche

Die Kirche St. Josef ist die römisch-katholische Pfarrkirche von Affoltern am Albis im Kanton Zürich.

## Geschichte

### Vorgeschichte
Um das Jahr 1000 wurde am Standort der heutigen reformierten Kirche Affoltern eine Wegkapelle errichtet. Es handelte sich um eine Eigenkirche vom Kloster Engelberg, was 1213 von Friedrich II. in einer Urkunde bestätigt wurde. 1303 tauschte das Kloster Engelberg mit der Domkirche Konstanz die Rechte an den Kirchen von Affoltern und Buochs. Als in Affoltern 1526 die Reformation durchgeführt wurde, ging die Kollatur an die Stadt Zürich über, und die Kirche wurde fortan für reformierte Gottesdienste verwendet. Durch Umbauten entstand aus der mittelalterlichen Kirche die heutige Reformierte Kirche.
Bis ins Jahr 1807 war der katholische Gottesdienst im zürcherischen Untertanengebiet verboten. Das Toleranzedikt von 1807 erlaubte erstmals wieder den katholischen Ritus, jedoch örtlich auf die Stadt Zürich beschränkt. Die Niederlassungs- und Glaubensfreiheit der Helvetischen Republik und ab 1848 im schweizerischen Bundesstaat erlaubte den katholischen Arbeitern und ihren Familien, in den reformiert geprägten Kanton Zürich zu ziehen. Die Industrialisierung liess in der Gegend von Affoltern verschiedene Firmen entstehen, sodass die Region für Arbeiter attraktiv wurde. Im Jahr 1860 zählte der Bezirk Affoltern 322 Katholiken, 1888 schon 1013, wovon 273 in Affoltern selbst wohnhaft waren. Diese Zahlen verdeutlichen, dass der Aufbau einer katholischen Pfarrei in Affoltern vordringlich schien. Die Inländische Mission, welche in den reformiert geprägten Kantonen die Gründung von katholischen Pfarreien finanziell unterstützte, ermöglichte am 30. Mai 1887 die Eröffnung einer Missionsstation in Affoltern. Am 19. Juni 1887 fand im alten Schulhaus der erste katholische Gottesdienst in Affoltern seit der Reformation statt. Wurden die ersten Gottesdienste noch abwechslungsweise von den Geistlichen der Pfarreien von Bremgarten, Muri und Jonen abgehalten, entsandte das Kapuzinerkloster Zug per 18. Oktober 1887 Pater Patricius Kraus als ersten Seelsorger vor Ort. Am 18. Mai 1891 wurde Affoltern zu einer Pfarrei erhoben und fortan von einem Weltgeistlichen betreut.

### Baugeschichte und Namensgebung
Im November 1889 wurde in Affoltern ein Baukomitee für einen Kirchbau in Affoltern gegründet. Im März 1892 erfolgte der Baubeginn der ersten katholischen Kirche von Affoltern. Dies geschah nach den Bauplänen des Luzerner Architekten F. Keller, der im Kanton Zürich auch die erste katholische Kirche von Langnau am Albis gebaut hatte. Der Bauplatz befand sich auf dem sogenannten Betbur. Bereits am 18. Dezember 1892 konnte die fertiggestellte Kirche eingesegnet werden. Als Patron wurde der hl. Josef bestimmt, der als Patron der Arbeiter gilt, sodass der Bezug zu den zugezogenen Arbeiterfamilien hergestellt werden konnte. Im Jahr 1893 wurde das Pfarrhaus fertig gestellt. Bis 1898 wurde die Innenausstattung der Kirche schrittweise vorgenommen. 1909 erhielt die Kirche von Affoltern ihre Glocken. Als im Jahr 1910 die Bauschulden getilgt worden waren, wurde die Kirche am 10. Juni durch den Bischof von Chur, Georg Schmid von Grüneck, geweiht. In den Jahren 1955 und 1965 wurde die Kirche saniert. Die öffentlich-rechtliche Anerkennung der katholischen Kirche im Kanton Zürich im Jahr 1963 ermöglichte das Einziehen von Kirchensteuern, wodurch mehr Geld für den Aufbau der Tochterpfarreien von Affoltern vorhanden war. In den 1970er Jahren machte sich der Mangel an geeigneten Räumen für das Pfarreileben bemerkbar. 1972 konnte die Nachbarliegenschaft der Kirche in Affoltern erworben werden, sodass genug Platz für den Bau einer neuen Kirche samt Pfarreizentrum vorhanden war. 1976 wurde eine Baukommission für den Bau einer neuen Kirche gebildet. 1977 erklärte die kantonale Baudirektion auf Antrag der Zürcher Denkmalpflege die St. Josefskirche zur schutzwürdigen Baute, was zur Folge hatte, dass das Vorhaben für einen Neubau der Kirche samt Pfarreizentrum in Frage gestellt war. Mit einem Schreiben vom 13. April 1978 des Regierungsrates des Kantons Zürich wurde die Schutzwürdigkeit der St. Josefskirche jedoch wieder zurückgenommen, sodass dem Neubau der Kirche nichts mehr im Wege stand. Noch im gleichen Jahr wurde ein Architekturwettbewerb ausgeschrieben, den Architekt Willi Egli, Zürich, für sich entscheiden konnte. Am 15. März 1981 fand der letzte Gottesdienst in der alten St. Josefskirche in Affoltern statt, welche am 9. April zusammen mit dem Pfarrhaus gesprengt wurde. Am 15. August 1981 erfolgte die Grundsteinlegung für den Bau der heutigen St. Josefskirche. Am 1. November 1981 wurden die Glocken für die neue Kirche geweiht, und am 6. März 1983 erfolgte die Eröffnung des neuen katholischen Pfarreizentrums, am 9. April 1983 weihte Bischof Johannes Vonderach die Kirche St. Josef ein.
Die Kirchgemeinde Affoltern am Albis ist mit ihren 6'524 Mitgliedern (Stand 2021) eine der grösseren katholischen Kirchgemeinden des Kantons Zürich. Die Pfarrei mit den beiden Kirchen St. Josef in Affoltern und St. Antonius in Obfelden ist zuständig für die Orte Affoltern, Aeugst am Albis, Hedingen, Obfelden und Ottenbach.

### Tochterpfarreien
In den Jahren 1897 bis 1910 wurde in Rifferswil für die rund 300 Katholiken im Oberamt durch Zuger Kapuziner Gottesdienst abgehalten und den Kindern Religionsunterricht erteilt. Als 1910 in Hausen am Albis auf dem 1908 gekauften Baugrund die Herz-Jesu-Kapelle eingesegnet wurde, wurde die Seelsorge im Oberamt von Rifferswil nach Hausen verlegt. 1922 wurde Hausen zur eigenständigen Pfarrei Herz Jesu ernannt und von Affoltern abgetrennt.
Im Jahr 1931 wurde für die Gemeinden Maschwanden, Mettmenstetten und Knonau die Missionsstation Knonau errichtet. Der Sonntagsgottesdienst fand vorerst aber in Niederwil statt und wurde von der Pfarrei Hausen betreut. 1934 wurde der Sonntagsgottesdienst in die Sennhütte Uttenberg/Knonau verlegt. Im Dezember 1934 wurde in Mettmenstetten das Bauland Im Rüteli zur Errichtung einer Kapelle gekauft. Im September 1935 wurde mit dem Bau einer einfachen Kirche aus Militär-Barackenmaterial begonnen. Im Februar 1935 wurde Mettmenstetten zum Pfarrrektorat erhoben. Am 22. Dezember 1935 wurde die Kirche St. Burkard eingesegnet. Am 18. März 1941 erhob der Bischof von Chur, Laurenz Matthias Vincenz, Mettmenstetten zur Pfarrei.
1955 wurde in Obfelden ein Bauplatz für den Bau der späteren St. Antoniuskirche gekauft. In den 1980er Jahren wurde neben der Antoniuskirche ein Pfarreizentrum gebaut, das baulich so gestaltet ist, dass ein Neubau der Antoniuskirche möglich wäre. Da der Platz in der Antoniuskirche jedoch ausreicht, wurde von einem Neubau der Kirche abgesehen. In den 2010er Jahren wurde die Antoniuskirche im Innern erneuert. Obfelden blieb (Stand 2014) Teil der Pfarrei Affoltern.
1959 erfolgte in Bonstetten der Kauf der Wirtschaft Zum Bahnhof, wo im Dezember 1961 der erste Gottesdienst gefeiert wurde. Im Juni 1965 wurde der Saal zur Kirche umgebaut und am 3. Oktober 1965 geweiht. Auf diesen Zeitpunkt hin wurde Bonstetten zum Pfarrrektorat ernannt. 1980 wurde die St. Mauritiuskirche erneuert, Bonstetten zu einer eigenständigen Kirchgemeinde erhoben und von Affoltern abgetrennt. Im Herbst 2014 wurde die Antoniuskirche abgebrochen und ein auf die Bedürfnisse der Pfarrei zugeschnittenes Pfarreizentrum samt neuer Antoniuskirche erstellt.

## Baubeschreibung

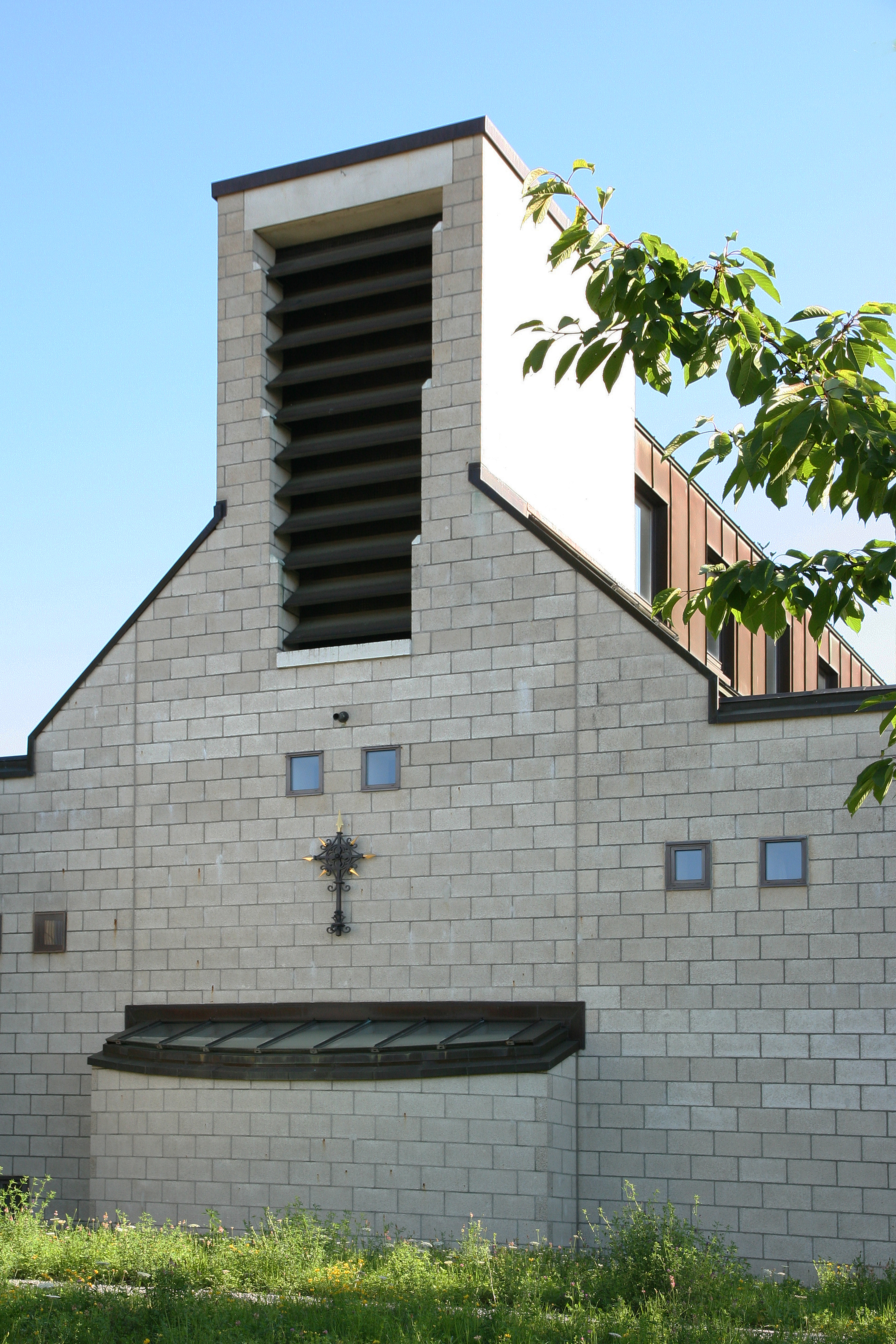
Glockenturm

### Kirchturm und Äusseres
Zwischen der Seewadelstrasse und dem Bahndamm erhebt sich auf einem kleinen Hügel die Kirche St. Josef samt Pfarreizentrum und Pfarrhaus. Aufgrund der topografischen Lage ist die Kirche nicht geostet, sondern nach Norden ausgerichtet. Vom Ortszentrum her erreicht der Besucher die Kirche St. Josef entweder zu Fuss durch eine Bahnunterführung hindurch oder über die Seewadelstrasse. Von beiden Richtungen her durchschreitet der Besucher einen als Tor gestalteten Zugang zur Kirche. Am torartigen Zugang von der Seewadelstrasse her befindet sich eine Glocke der ersten St. Josefskirche. Ein Innenhof wird durch die beiden Gebäudekomplexe Kirche/Pfarreizentrum und Pfarrhaus/Pfarrbüros gebildet. Alle Gebäudeteile besitzen eine Schaufassade aus grau gefärbten Zementsteinen. Sowohl das Pfarrhaus als auch die Kirche sind gleich hoch errichtet worden. Überragt wird das Gebäudeensemble vom längsgezogenen Obergaden der Kirche, der an seiner südlichen Seite durch den gleich hohen Kirchturm abgeschlossen wird. Der Kirchturm enthält ein dreistimmiges Geläut, das im Te-Deum-Motiv e, g, a erklingt. Die Glocken wurden durch H. Rüetschi, Aarau, gegossen.
| Nummer | Gewicht | Durchmesser | Ton | Widmung        | Inschrift                                                                             |
| ------ | ------- | ----------- | --- | -------------- | ------------------------------------------------------------------------------------- |
| 1      | 1100 kg | 1240 mm     | e1  | Dreifaltigkeit | Der Segen des dreieinen Gottes sei allzeit über uns. Amen.                            |
| 2      | 630 kg  | 1030 mm     | g1  | hl. Maria      | Maria Gottesmutter, Unter deinen Schutz und Schirm fliehen wir, heilige Gottesmutter. |
| 3      | 460 kg  | 930 mm      | a1  | Bruder Klaus   | Frid ist allwegen in Got, den Got ist der Frid.                                       |

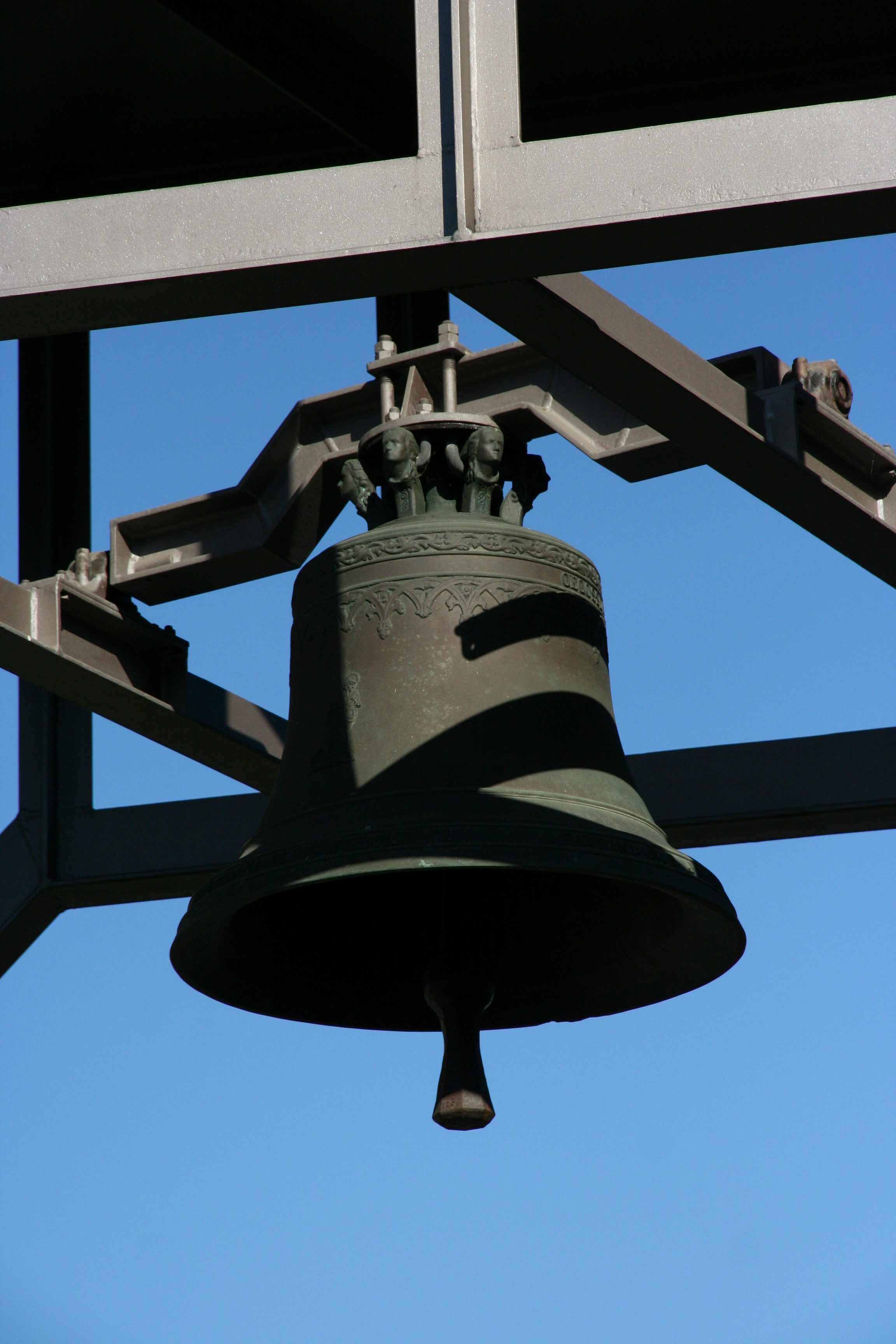
Historische Glocke von 1909
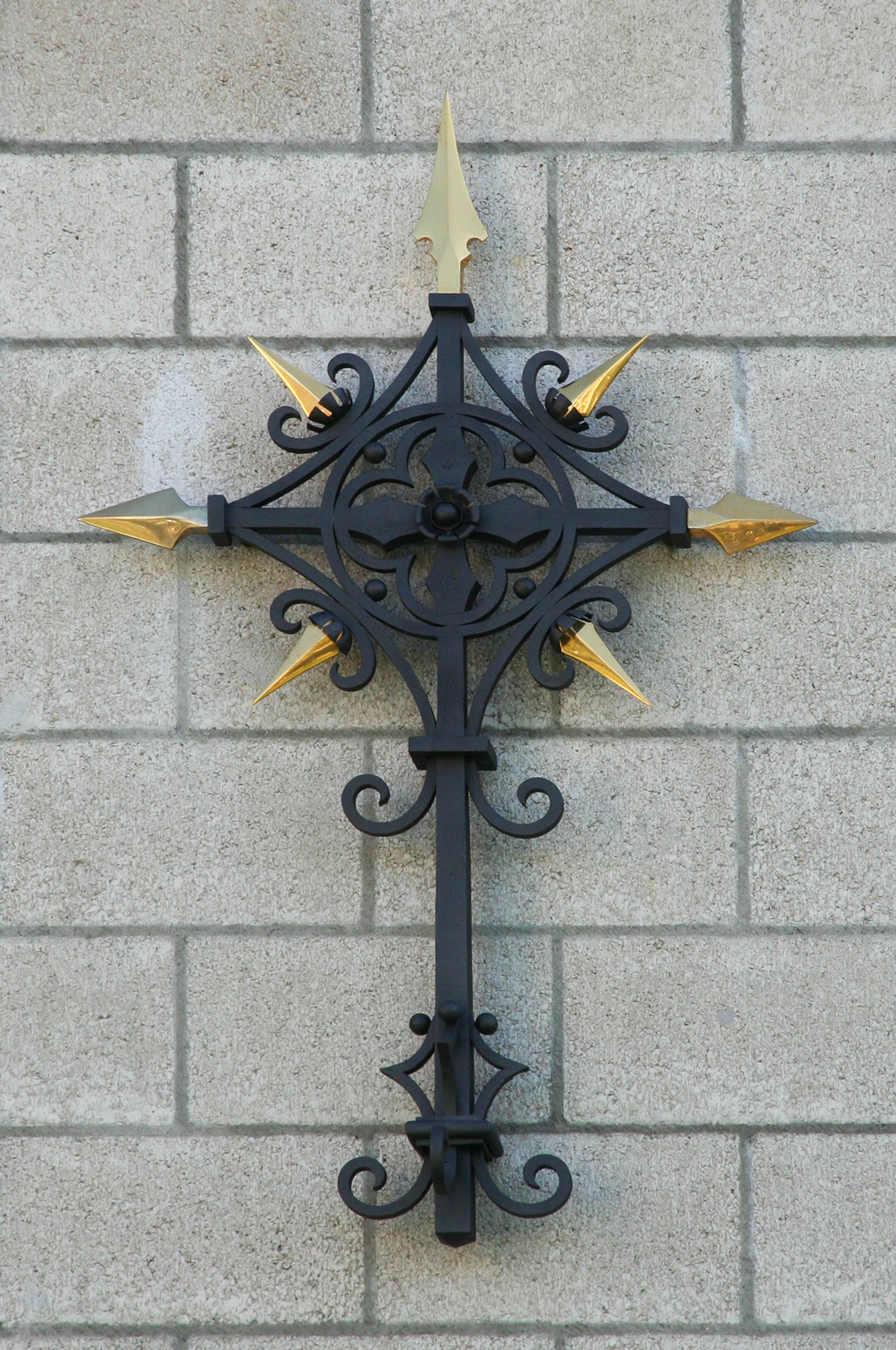
Turmkreuz der Vorgängerkirche
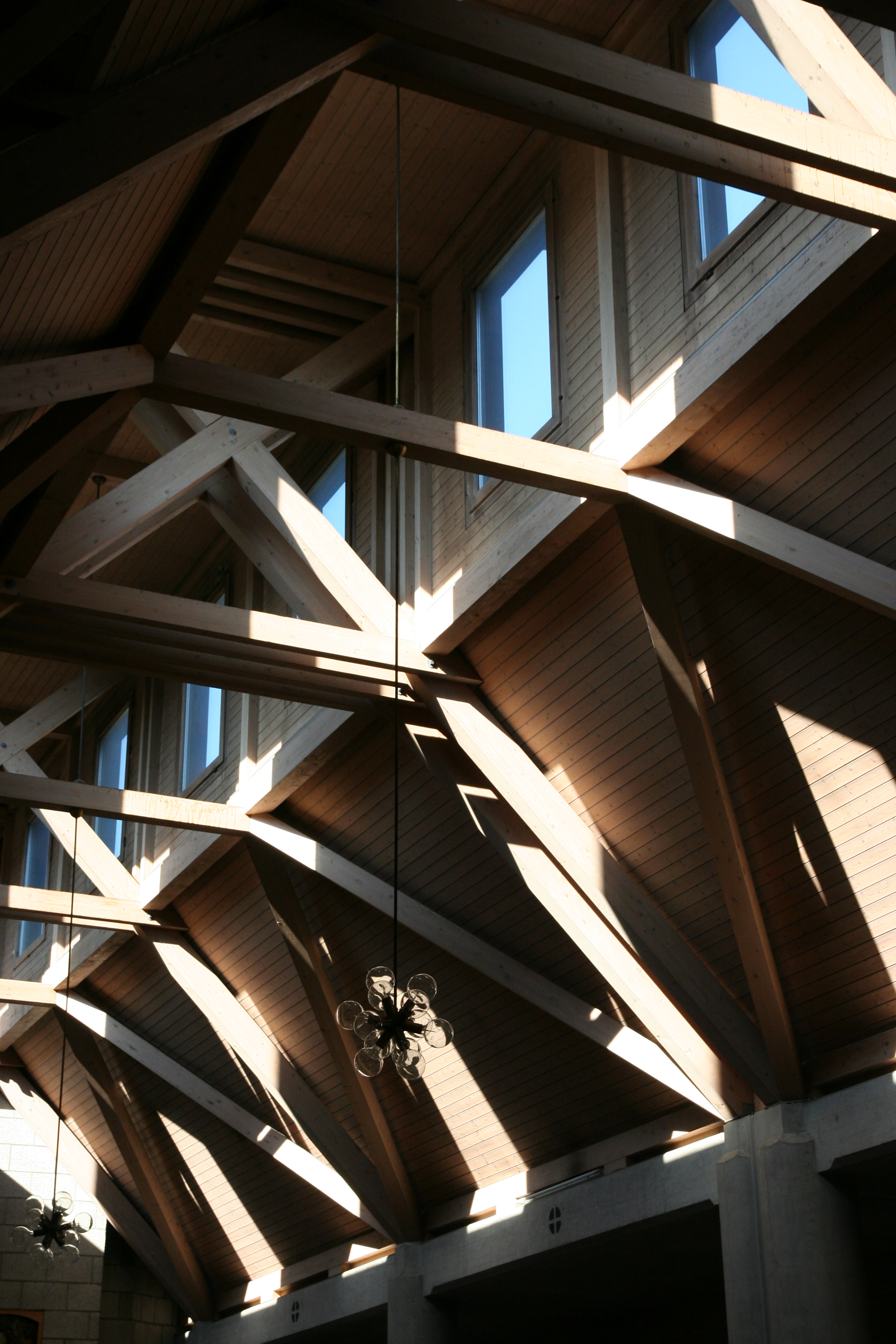
Dachkonstruktion, Detail

### Innenraum und künstlerische Ausstattung

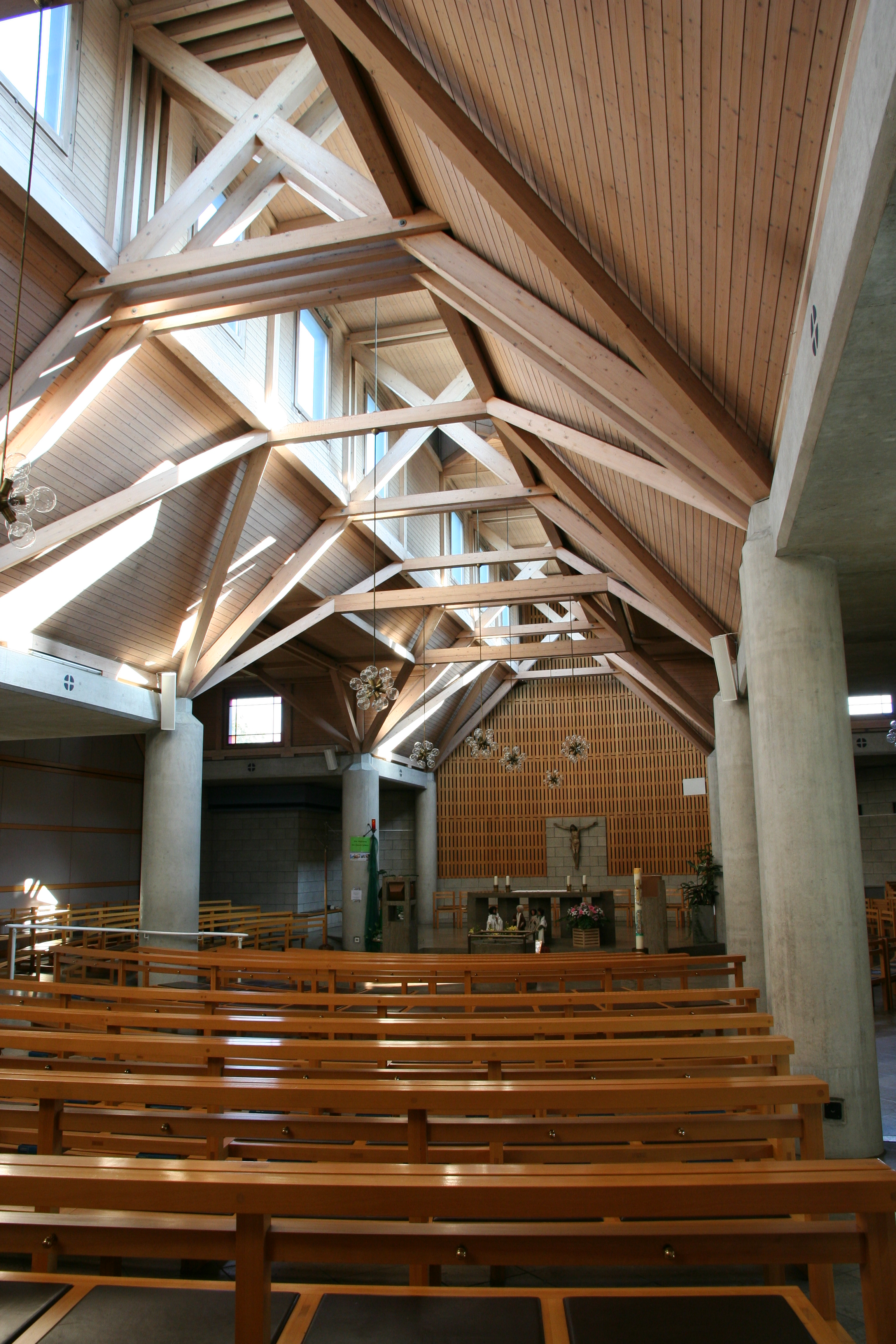
Innenansicht

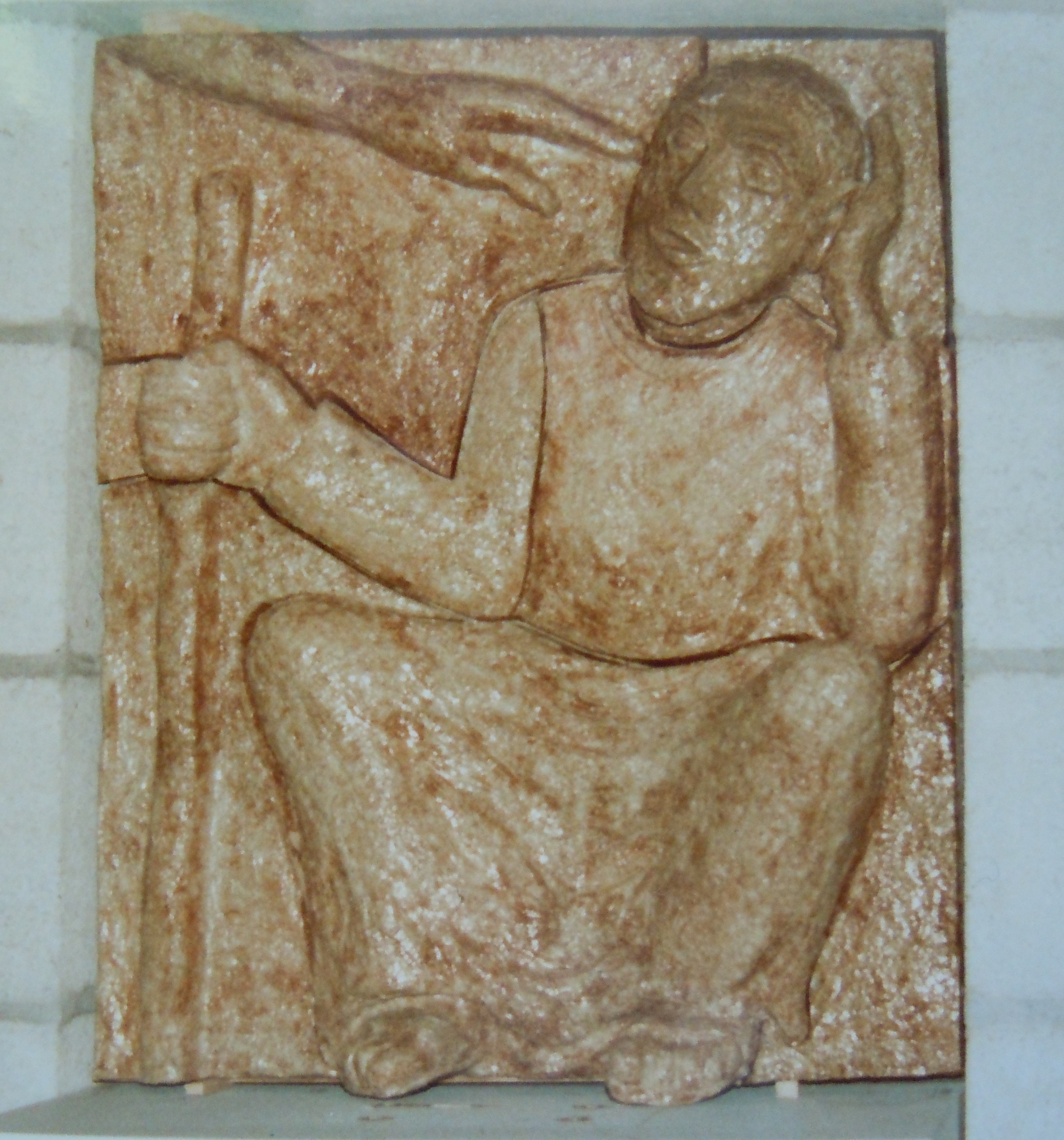
Keramik-Relief St. Josef von Ruth Meyer-Züllig

Über den Innenhof gelangt der Besucher in ein Foyer, an das ein L-förmiger Gang angebaut wurde, der sowohl zur Kirche als auch zu den Sälen im Obergeschoss des Gebäudes führt. Im Untergeschoss befinden sich weitere Räumlichkeiten des Pfarreizentrums. Der Innenraum der Kirche weist einen längsrechteckigen Grundriss auf, der durch eine rund gestaltete Chorwand abgeschlossen wird. Links und rechts vom Altarraum verbreitert sich der Grundriss des Kirchenraums, sodass die Idee des Zweiten Vatikanischen Konzils einer gemeinschaftlichen Feier von Seelsorger und Gemeinde räumlichen Ausdruck findet. Die Kirche besitzt auf der Ostseite wenige quadratische Fenster. Der Grossteil des Lichts wird durch den grossen Lichtgaden des Daches ins Innere der Kirche geführt. Eine Holzkonstruktion stützt das Kirchendach samt Lichtgaden auf den Säulen der Kirche ab. Der Kirchenboden weist ein Gefälle auf, sodass die Stühle und Bänke eine gute Sicht auf den Altarraum aufweisen. An der tiefsten Stelle des Altarraums befindet sich der Taufstein. Das Taufbecken weist eine brunnenartige Rundform auf, in das ein gleichschenkliges Kreuz eingelassen ist. Der Boden um das Taufbecken besitzt eine quadratische Form, in deren Ecken sich auf der Südseite der Osterkerzenleuchter und das Vortragekreuz befinden, auf der Nordseite befindet sich der Tabernakel und der Ambo. Zwischen diesen beiden Elementen steht der Altar etwas erhöht. Die Chorwand ist bogenförmig gestaltet und besitzt Holzelemente, auf der ein Kruzifix angebracht wurde. Bei grösseren Gottesdiensten kann die westliche Wand zum Saal geöffnet werden, um weitere Sitzgelegenheiten anzubieten. An der Ostwand der Kirche befindet sich die Orgel. Auf der Südseite des Kirchenraums findet sich ein lettnerartiger Abschluss, der von der Kirche aus den Kreuzweg sichtbar lässt. Auf der Rückseite des Lettners wurden eine Muttergottesstatue und ein zeitgenössisches Relief des Kirchenpatrons St. Josef angebracht. Das Relief wurde von Ruth Meyer-Züllig (1921–2010) gestaltet und zeigt den schlafenden Josef vor seinem Aufbruch mit Maria und dem Jesuskind nach Ägypten. Eine Hand, die Josef anstösst, symbolisiert den Engel, der ihm rät, nach Ägypten aufzubrechen.

### Orgel

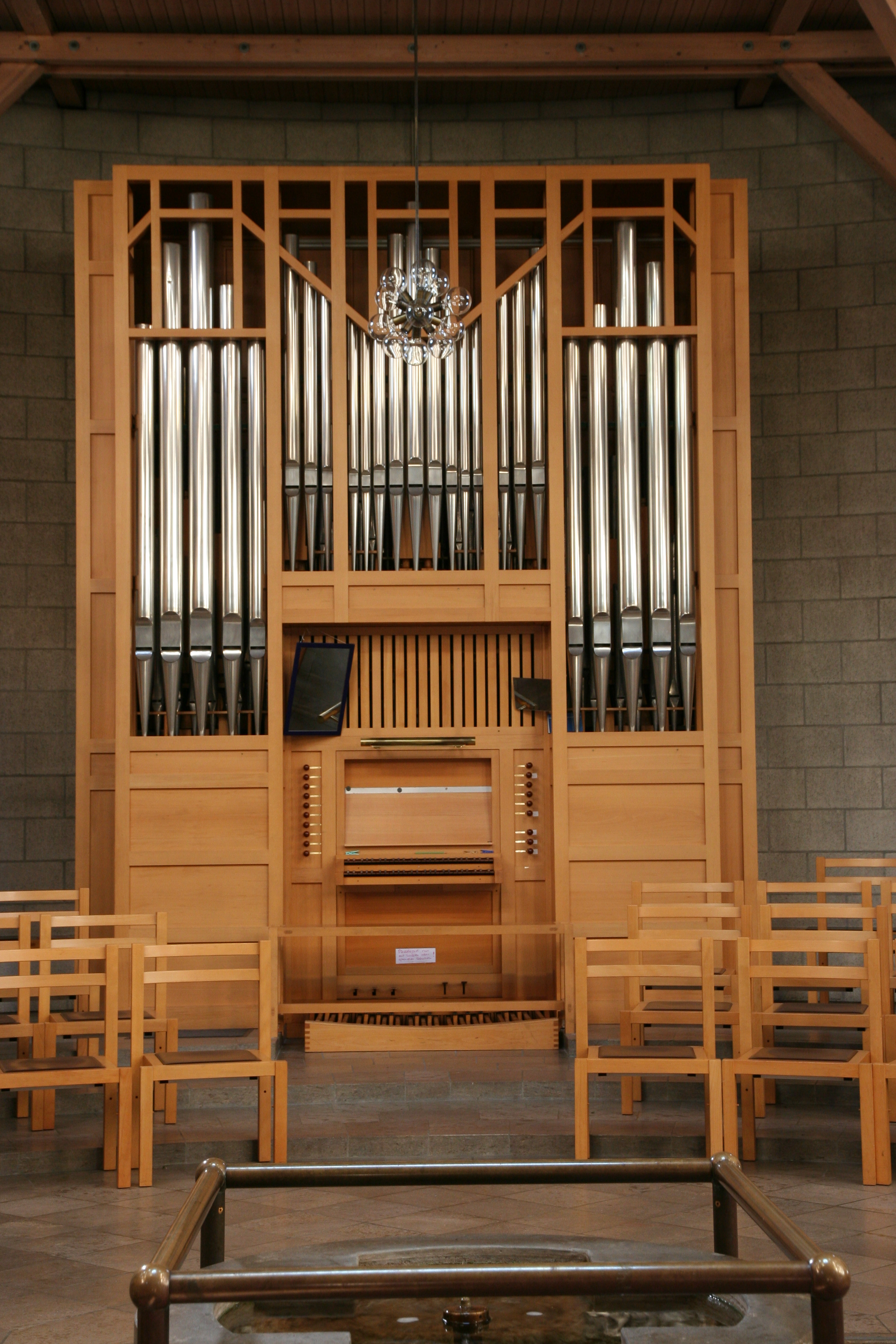
Ebell-Orgel von 1973

Im Jahr 1896 wurde eine erste Orgel für die katholische Kirche von Affoltern gestiftet. Das heutige Instrument stammt aus der Orgelbauwerkstatt Peter Ebell, Kappel a. A., und wurde 1973 erstellt.
| I Hauptwerk C– |        |
| Pommer         | 16′    |
| Prinzipal      | 8′     |
| Coppelflöte    | 8′     |
| Violflöte      | 8′     |
| Oktave         | 4′     |
| Blockflöte     | 4′     |
| Nazard         | 2 ⁄3′  |
| Oktavflöte     | 2′     |
| Terz           | 1 3⁄5′ |
| Mixtur II      |        |

| II Werk C–  |       |
| Voix humana | 8′    |
| Bourdon     | 8′    |
| Rohrflöte   | 4′    |
| Prinzipal   | 2′    |
| Larigot     | 1 ⁄3′ |
| Tremulant   |       |

| Pedalwerk C– |     |
| Subbass      | 16′ |
| Prinzipal    | 8′  |
| Posaune      | 8′  |

- Koppeln: II/I, I/P, II/P